# HD 89998
HD 89998 (hay r Velorum) là tên của một ngôi sao đơn lẻ nằm trong chòm sao phương nam Thuyền Phàm. Cấp sao biểu kiến của nó là 4,82 nên với mắt thường, ta thấy nó là một ngôi sao mờ nhạt. Để có thể nhìn thấy nó rõ ràng nhất, ta cần có một vị trí cách xa thành thị (do sự ô nhiễm ánh sáng đã làm hạn chế tầm nhìn) và điều kiện thời tiết tốt. Khoảng cách của nó với chúng ta, được tính theo giá trị dịch chuyển thị sai hàng năm 15,9 mili giây cung, là 205 năm ánh sáng. Nó đang di chuyển xa ra khỏi phía Trái Đất với vận tốc xuyên tâm nhật tâm là 21 km/s, đã từng tới gần với khoảng cách 140 năm ánh sáng tính vào thời điểm 1,552 triệu năm trước.
Nó là một sao khổng lồ đã tiến hóa với quang phổ loại K1 III, với III khớp với việc nó là một sao khổng lồ. Giá trị đường kính góc của ngôi sao này thu được từ phương pháp đo giao thoa và sau khi được hiệu chỉnh do hiệu ứng quầng tối mờ là 1,72 ± 0,02 mili giây cung. Ở khoảng cách ước tính của nó nên người ta xác định được bán kính của nó là gấp 11,6 lần Mặt Trời. Nó phát xạ cao gấp 54 lần độ sáng của Mặt Trời với nhiệt độ hiệu dụng tại quang quyển là 4.812 Kelvin.

## Dữ liệu hiện tại
Theo như quan sát, đây là ngôi sao nằm trong chòm sao Thuyền Phàm và dưới đây là một số dữ liệu khác:
- Xích kinh 10h 22m 19,58477s[1]
- Xích vĩ −41° 38′ 59,8592″[1]
- Cấp sao biểu kiến 4,82[2]
- Cấp sao tuyệt đối 0,84[2]
- Vận tốc hướng tâm +20,9 ± 0,8[4] km/s
- Loại quang phổ K1 III[3]
- Giá trị thị sai 15,9154 ± 0,1375[1]